# Ćoralići
Ćoralići (en cyrillique : Ћоралићи) est une localité de Bosnie-Herzégovine. Elle est située dans la municipalité de Cazin, dans le canton d'Una-Sana et dans la fédération de Bosnie-et-Herzégovine. Selon les premiers résultats du recensement bosnien de 2013, elle compte 2 804 habitants.

## Démographie

### Évolution historique de la population
| 1948 | 1953 | 1961  | 1971 | 1981 | 1991  | 2013  |
| ---- | ---- | ----- | ---- | ---- | ----- | ----- |
| -    | -    | 1 305 | 768  | 918  | 2 515 | 2 804 |

|  |

### Communauté locale
En 1991, la communauté locale de Ćoralići comptait 3 986 habitants, répartis de la manière suivante :